# Convenção Batista Reformada do Brasil
A Convenção Batista Reformada do Brasil (CBRB) é uma denominação cristã de igrejas batistas reformadas (calvinista) no Brasil. Sua fundação se deu no quinquencentenário (500 anos) da Reforma Protestante (quando Martinho Lutero pregou as 95 Teses na Igreja de Wittenberg, em 1517).

## História
Nem a Convenção Batista Brasileira, nem a Convenção Batista Nacional se apresenta como totalmente calvinista ou arminiana, deixando com que muitas de suas igrejas filiadas estejam livres para adotarem vertentes, razão pela qual muitas variam quanto ao entendimento doutrinário (veja Igreja Batista da Água Branca, vinculada à CBB, mas universalista).
Diante disto, muitas igrejas vinculadas às referidas convenções eram calvinistas e viam a necessidade de unirem-se numa mesma fé, com menos divergências doutrinárias entre si. Assim, quando a Reforma Protestante completou quinhentos (500) anos, pastores batistas se reuniram em São Paulo para organizarem a Convenção Batista Reformada do Brasil. Na ocasião, foram nomeados Presidente e Vice-Presidente os pastores Valter Osvaldo Reggiani e Cleyton Gadelha (diretor executivo da Escola Teológica Charles Spurgeon).
Segundo seu presidente, Pr. Dr. Valter Reggiani, o objetivo da CBRB não era/é dividir denominações e membros batistas, mas unir os professantes da Fé Reformada, a mesma Fé que "estava presente quando surgiram as primeiras igrejas batistas no século XVII, conhecidos como batistas particulares, dos quais todos os batistas brasileiros são herdeiros".

## Doutrinas
A CBRB adota, como confissão de fé, a Confissão de Fé Batista de 1689, além de ser fiel às chamadas "Doutrinas da Graça" e aos chamados "Cinco Solas". A organização também possui uma declaração de fé própria, cuja subscrição é exigida das igrejas que almejam filiação. Defende, obviamente, o credobatismo (de quem tenha capacidade para decidir-se por ser batizado(a)), sendo contrária ao pedobatismo. No campo da eclesiologia, adota o modelo administrativo congregacional, onde cada congregação local é independente e autogovernada, associando-se apenas para fins cooperativos. Ademais, é considerada uma instituição fundamentalista.

## Posicionamentos e mídia
Durante a pandemia de COVID-19, algumas declarações de pastores representando tanto a CBRB, quanto a Igreja Presbiteriana do Brasil, fizeram com que o nome da Convenção viesse à baila. Ora, crítica contra o "endeusamento da ciência", por exemplo, foi taxada de fundamentalista. Ademais, aderiu ao jejum proposto pelo Presidente da República, o Sr. Jair Messias Bolsonaro, que foi realizado por muitas denominações cristãs na data de 22 de maio.[carece de fontes?]